# Fazendas decoradas da Hälsingland
Fazendas decoradas da Hälsingland ou Helsíngia (em sueco: Hälsingegårdar) são propriedades rurais com casas senhoriais artisticamente decoradas, na província histórica da Hälsingland, na Suécia.
Mandadas construir por ricos camponeses independentes, refletem uma arquitetura popular com tradições na província. 
São consideradas como tendo grande valor histórico e cultural preservado até aos nossos dias.

## UNESCO
Das cerca de 1000 casas decoradas da Hälsingland, 7 foram incluídas como Património Mundial por "representarem o zênite de uma tradição em construção de madeira regional que data desde a Idade Média. Elas refletem a prosperidade de fazendeiros independentes que, no século XIX, usaram suas riquezas a fim de construir casas com decoração elaborada".
As sete fazendas são:
- Gästgivars, Vallsta
- Bommars, Letsbo
- Pallars, Långhed
- Kristofers, Järvsö
- Jon-Lars, Alfta
- Bortom åa
- Erik-Anders, Söderala

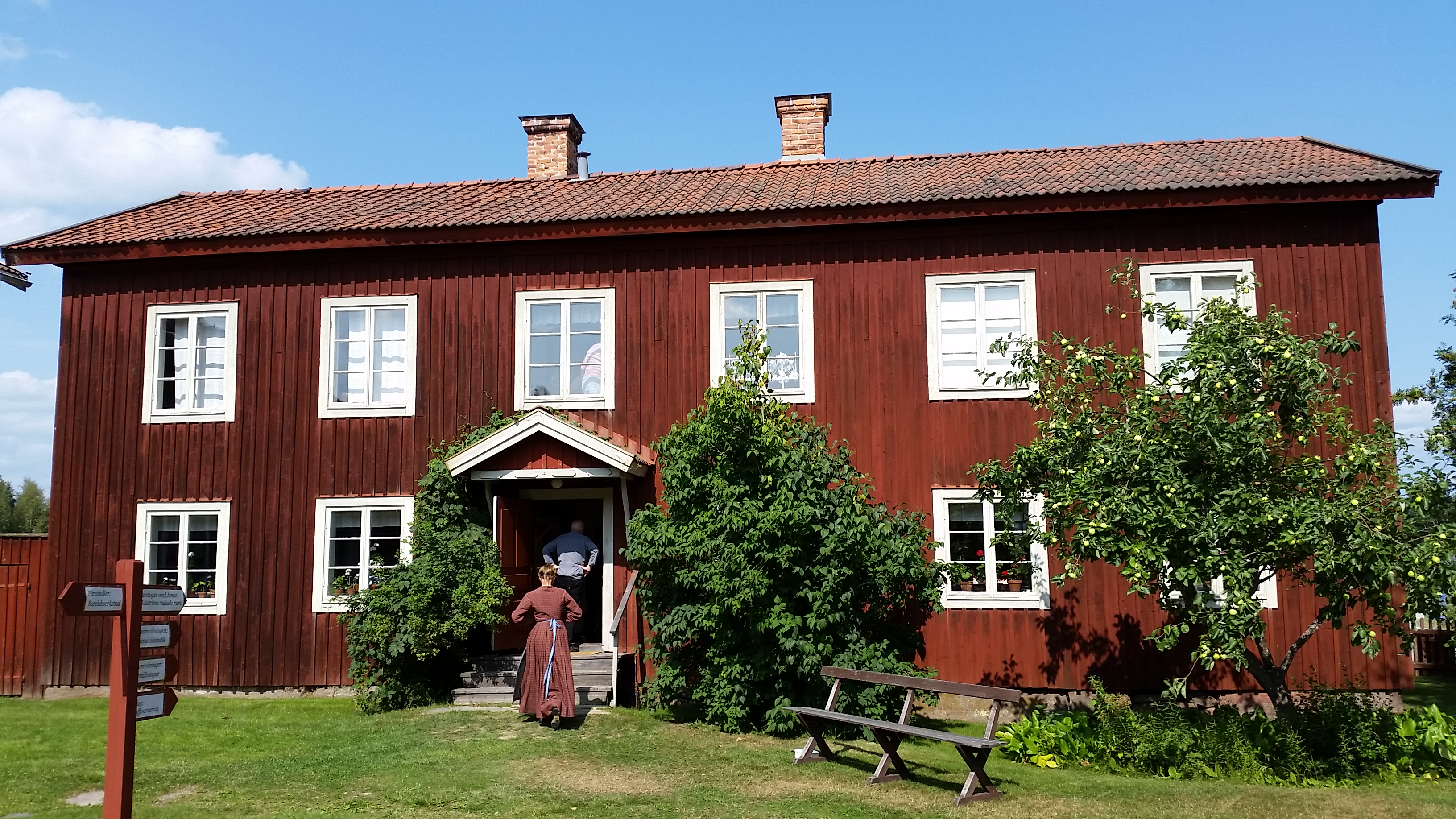
Gästgivars.
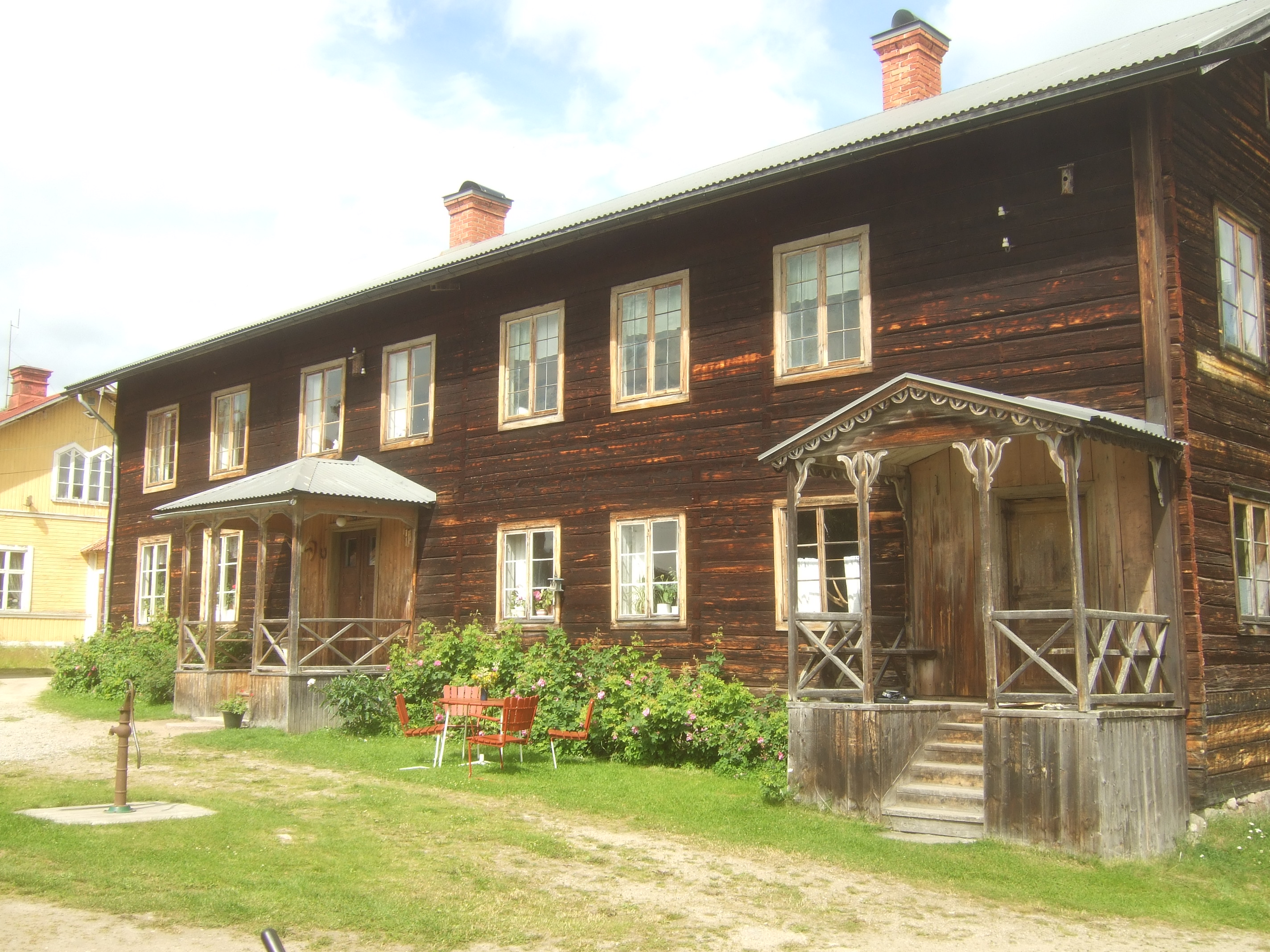
Bommars.
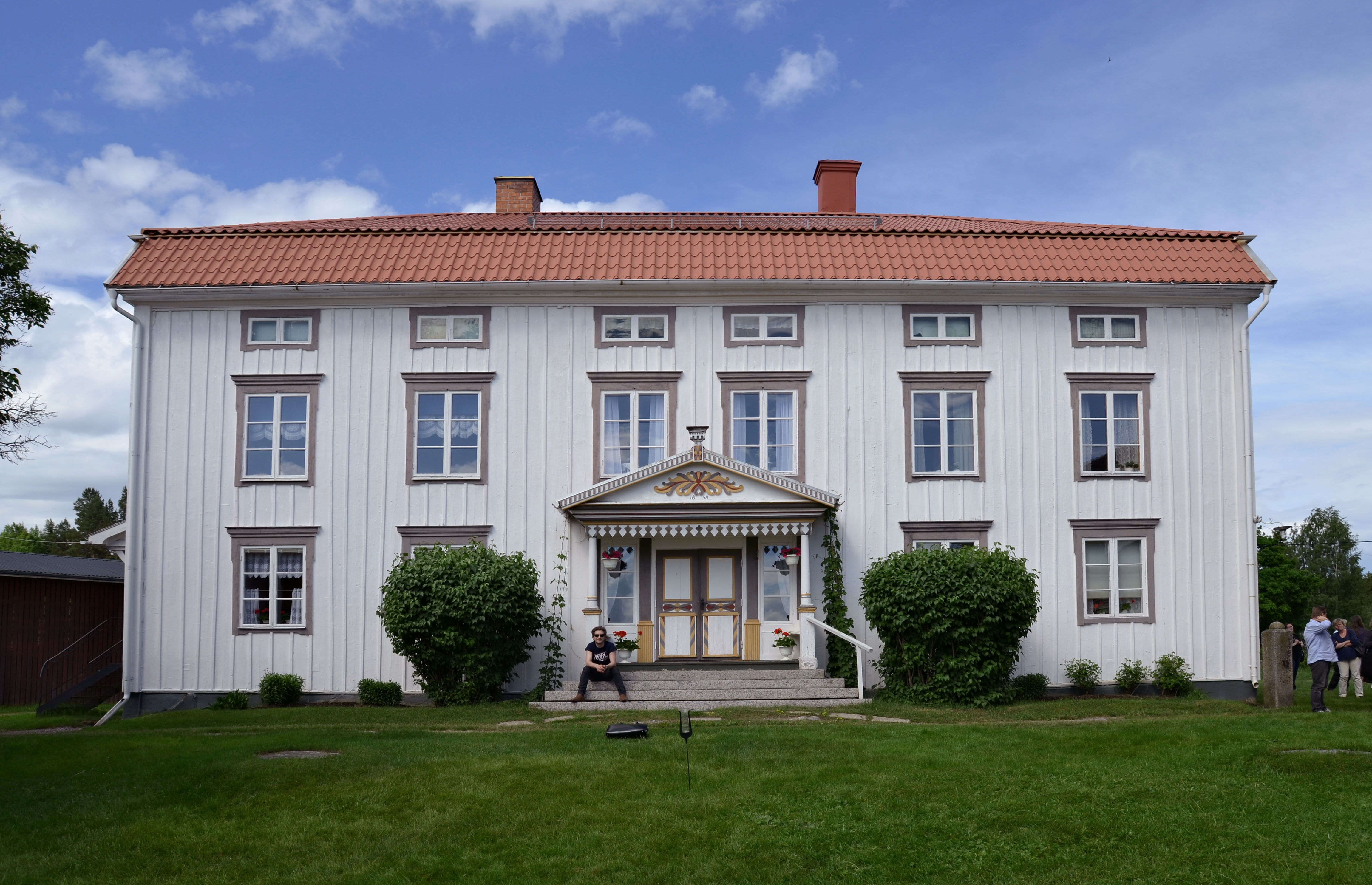
Pallars.
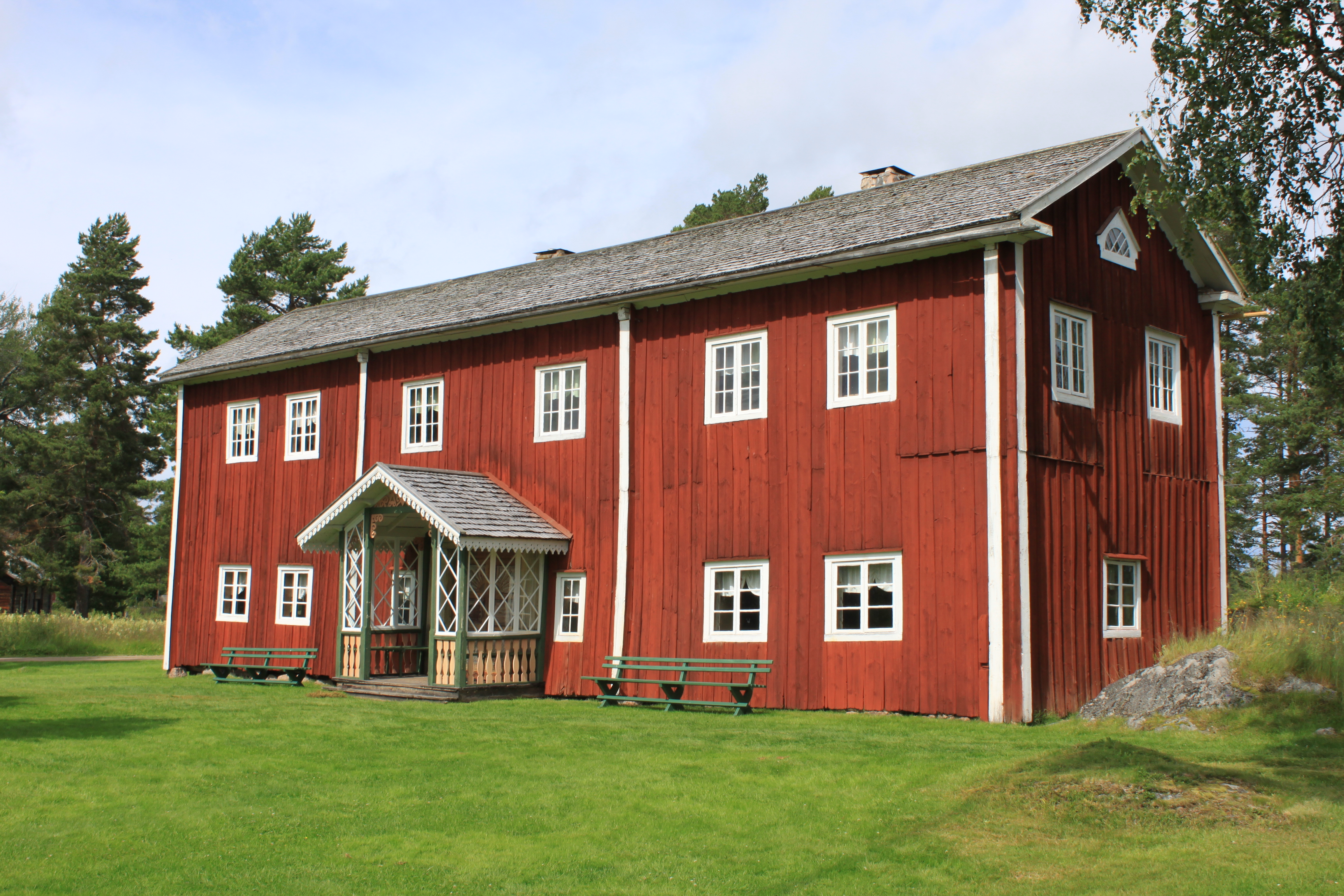
Fågelsjö gammelgård.
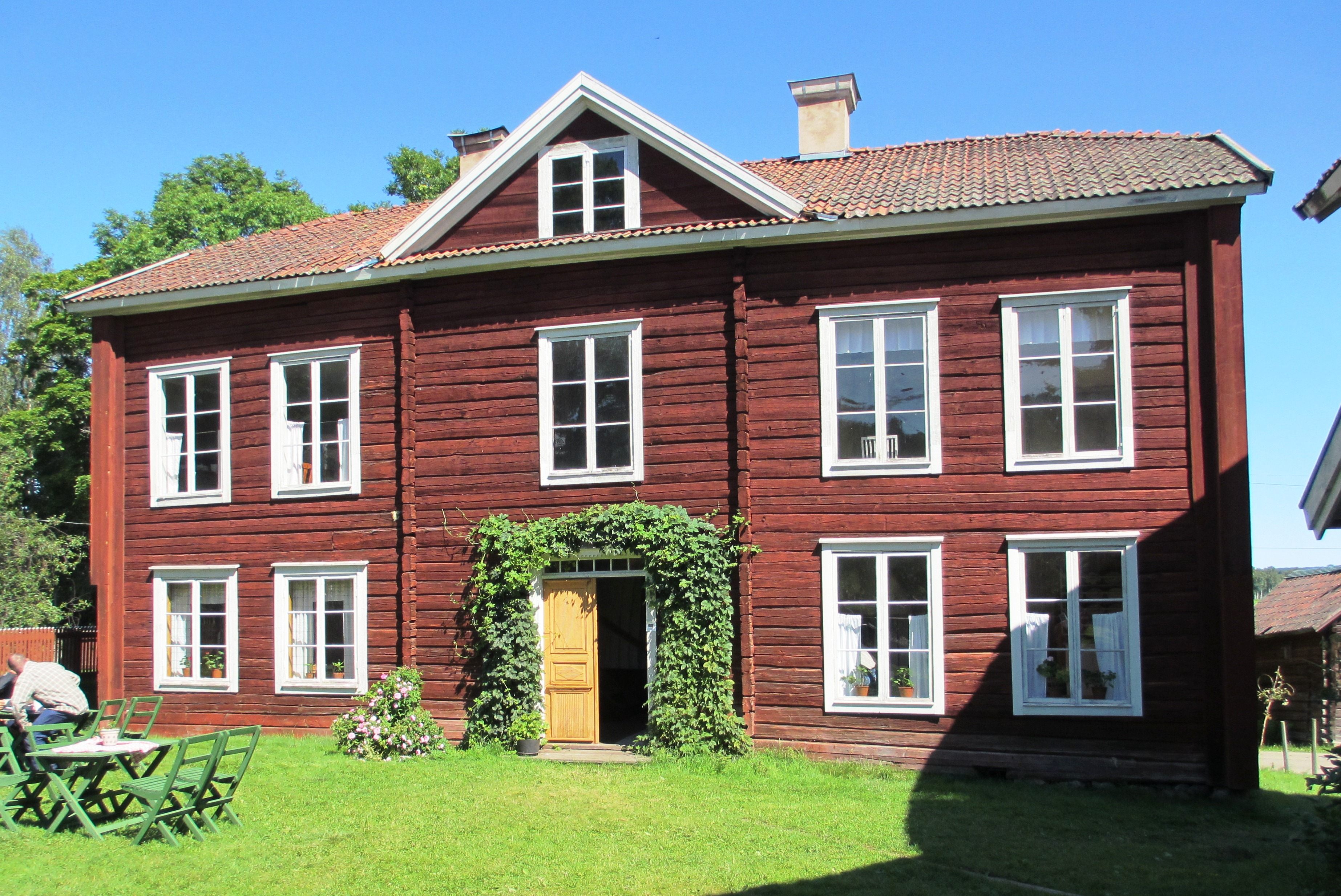
Erik-Anders.
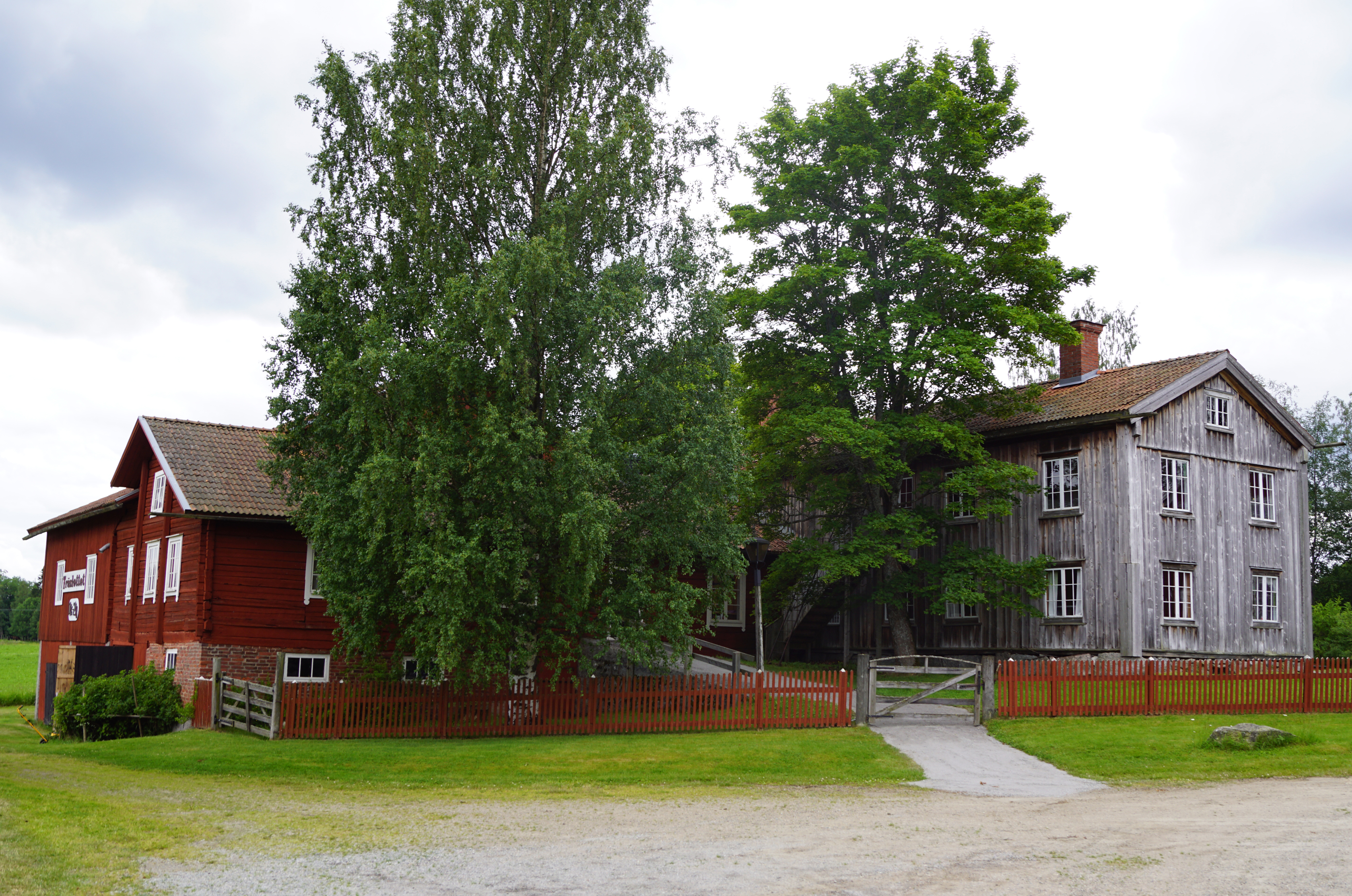
Hans-Anders em Arbrå.
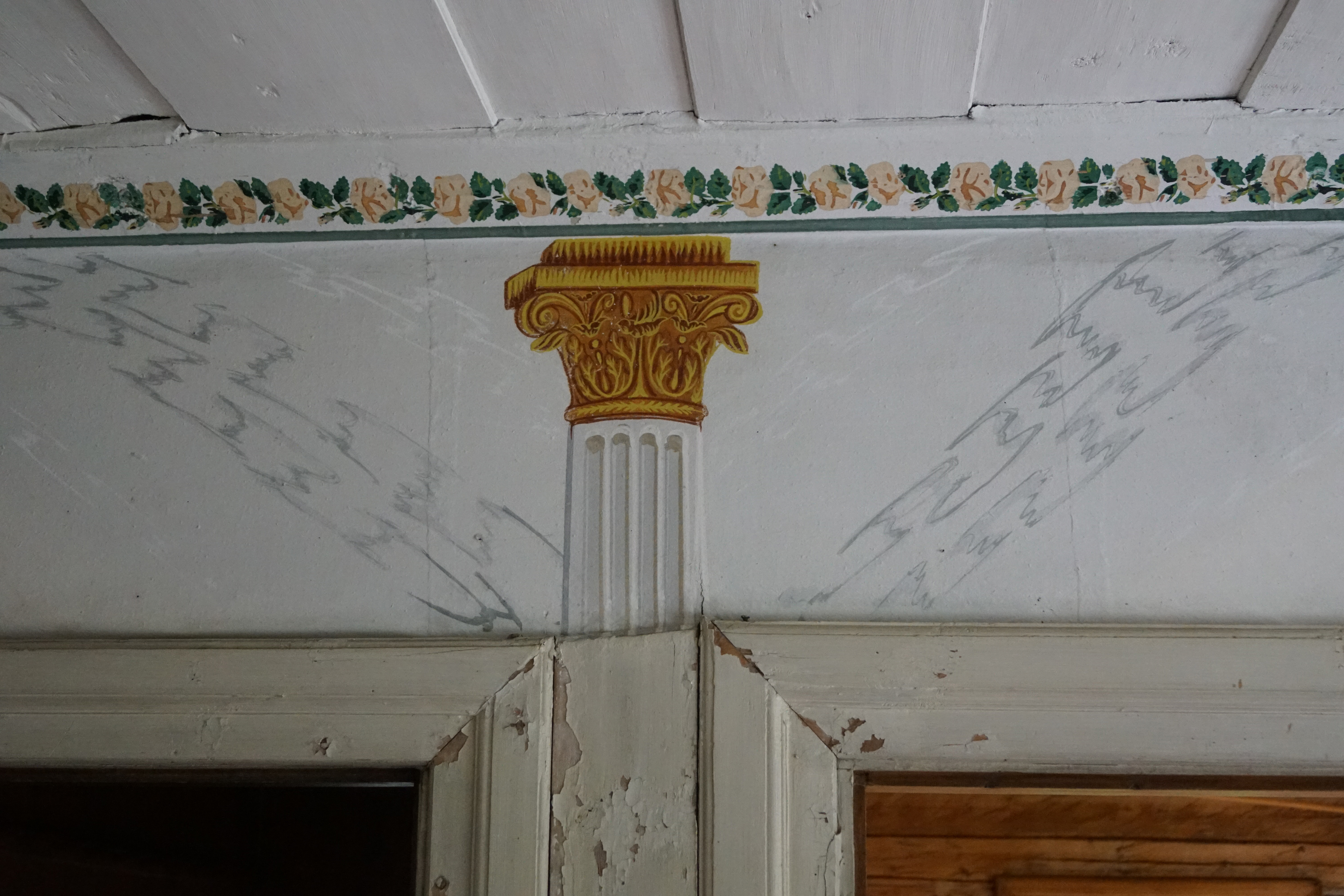
Interior da Hans-Anders.
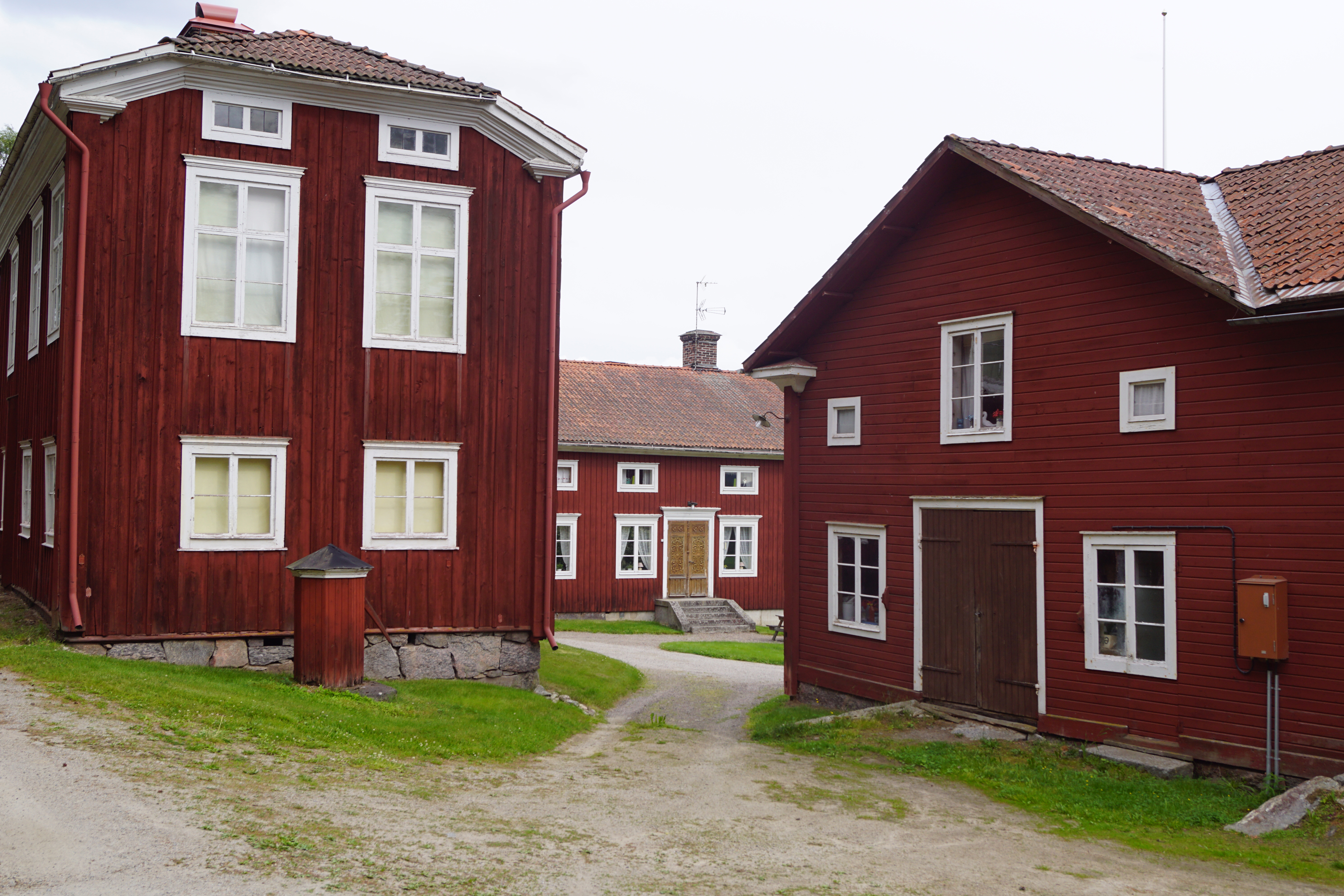
Per-Lars em Växbo.